# Dicliptera carvalhoi
Dicliptera carvalhoi är en akantusväxtart. Dicliptera carvalhoi ingår i släktet Dicliptera och familjen akantusväxter.

## Underarter
Arten delas in i följande underarter:
- D. c. carvalhoi
- D. c. erinacea
- D. c. laxiflora
- D. c. nemorum